# دنقيس
الدِّنْقِيسُ (الاسم العلمي: Dendrolagus mbaiso، بالإنجليزية: Dingiso) هو نوع من الكناغر الشجرية يكثر بمقاطعة بابوا في شمال شرق إندونيسيا بجزيرة غينيا الجديدة. وصفه لأول مرة عالم الحيوان الأسترالي تيم فلانري وعالم الحيوان الإندونيسي بوادي وعالمة الإنسان الأسترالية ألكسندار شالاي عام 1995.